# Мухафаза Кувейт
29°30′ пн. ш. 45°45′ сх. д. / 29.500° пн. ш. 45.750° сх. д.
Мухафаза Кувейт (араб. محافظة الكويت) — 19-а мухафаза Іраку, створена після вторгнення Іраку в Кувейт у 1990 році. Їй передувала коротка маріонеткова держава Республіка Кувейт. Мухафаза складалася з більшої частини окупованій кувейтської території, за винятком північних районів, які стали районом Саддамія аль-Мітла. Родич Саддама Хуссейна Алі Хасан аль-Маджид став губернатором цієї провінції.
Мухафаза Кувейт була частиною Іраку ще 6 місяців. Аргументованою причиною, крім очевидного економічного інтересу, полягала в захисті з боку уряду Багдада того факту, що Кувейт був частиною вілаєту Басри, поки він не став незалежним завдяки втручанню Великої Британії на початку XX століття. Таким чином, Кувейт був найважливішим природним портом Іраку який в іншому випадку не мав би виходу до моря, крім гирла річок Тигр та Євфрат.
Відмова Іраку піти з Кувейту привела до війни в Перській затоці та повернення доокупаційного уряду Кувейту 28 лютого 1991 року.